# Meester van de Magdalenalegende

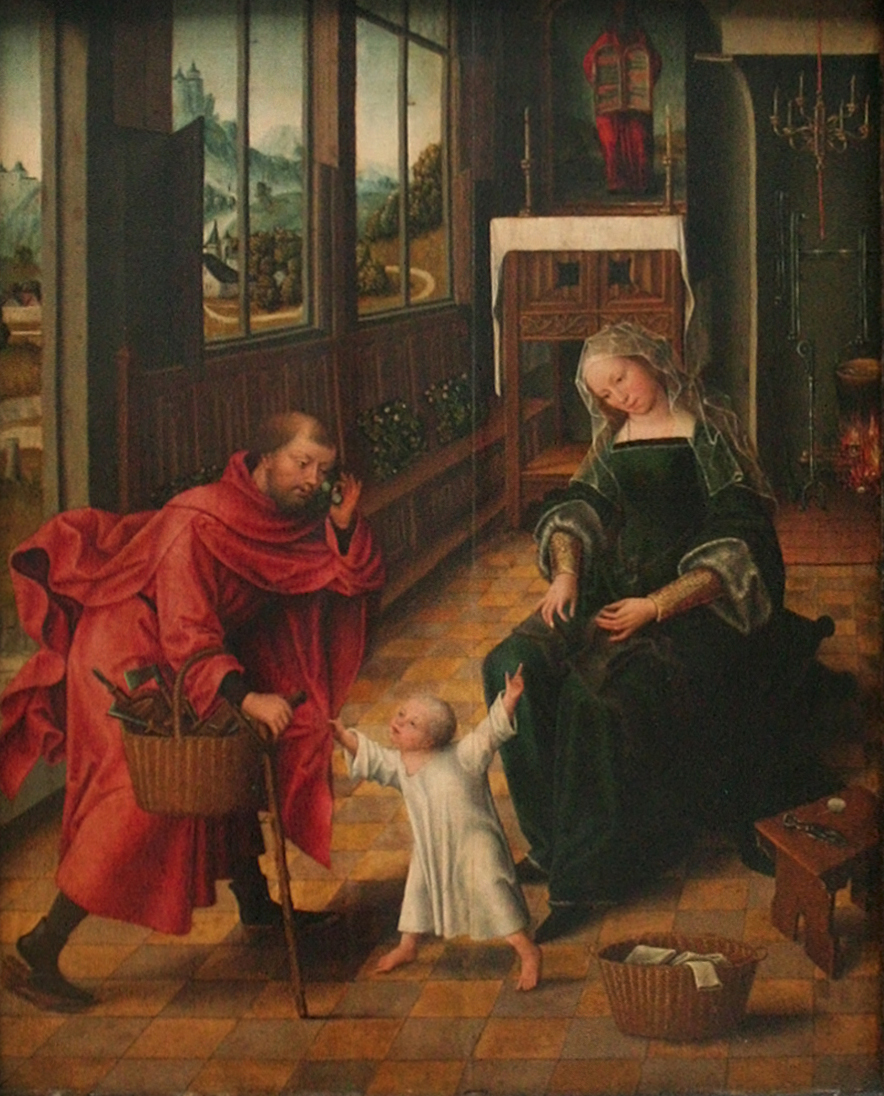
Heilige Familie, Koninklijk Museum voor Schone Kunsten, Antwerpen

De Meester van de Magdalenalegende is de noodnaam van een anonieme kunstschilder die tussen ongeveer 1480 en 1537 actief was. Zijn naam is afgeleid van een triptiek met scènes uit het leven van Maria Magdalena. Men situeert zijn oeuvre tussen dat van Rogier van der Weyden enerzijds en dat van Bernard van Orley anderzijds.  Zijn oeuvre is moeilijk onder een noemer te vatten omdat hij in de loop van zijn carrière doorgroeit van de traditionele ambachtelijke stijl van Rogier naar de modernere geïtalianiseerde stijl van Orley.
Op basis van de opdrachtgevers van de aan hem toegeschreven werken, van de stijlrelaties met Rogier van der Weyden en Bernard van Orley en van de samenwerking met andere Brusselse meesters, wordt er algemeen van uitgegaan dat deze meester in Brussel moet gesitueerd worden.
Gezien het groot aantal werken en de talrijke opdrachten die deze meester kreeg van het Bourgondische en Habsburgse hof, moet deze meester de leiding hebben gehad over een vrij belangrijk atelier.

## Toeschrijvingen
Op een tentoonstelling in Londen in 1900 waren twee panelen van de Magdalenatriptiek te zien namelijk de Prediking van Magdalena nu in de Johnson collectie in het Philadelphia Museum of Art en  Magdalena op jacht, vernietigd tijdens de Tweede Wereldoorlog. Op basis van deze panelen legde Max Jakob Friedländer de kern van de werken voor deze meester vast en gaf hem zijn noodnaam.

### Eponiem werk
In 1927 was de catalogus van werken toegeschreven aan deze meester al vrij omvangrijk, Jeanne Maquet-Tombu heeft het over 50 werken. Ze zal het originele retabel volledig reconstrueren op basis van de werken die zij had opgespoord in diverse musea.
- Magdalena op jacht (binnezijde van het linkerluik); vroeger Berlijn, Kaiser-Friedrich Museum; verloren gegaan
- Maaltijd bij Simon de farizeeër (Lukas 7:36-50) (fragment van het middenpaneel); Boedapest, Szépművészeti Múzeum
- Opwekking van Lazarus, (fragment van het middenpaneel); Kopenhagen, Statens Museum for Kunst. Op de achtergrond de afbeelding van fases van een legende over een prins die met zijn zwangere vrouw een bedevaart maakt naar Rome, maar onderweg zijn bij de bevalling gestorven vrouw en het pasgeboren kind moet achterlaten op een ruw onbewoond eiland. Later vindt hij zijn kind gezond en wel terug want het was beschermd geweest door Maria Magdalena.
- Christus verschijnt aan Maria Magdalena; Schwerin, Staatliches Museum. Dit bleken de buitenzijden van de zijluiken te zijn. Samen vormen ze een Noli me tangere tafereel met de opdrachtgevers en hun patroonheilige eraan toegevoegd. De zijluiken van het triptiek werden in de dikte doormidden gezaagd. De binnenzijden van de zijluiken zijn Magdalena op jacht en Magdalena predikend. 
  - Christus als tuinman en de schenker met zijn patroonheilige de H. Lodewijk (buitenzijde van het linkerluik)
  - Maria Magdalena met haar balsemvaas, en de schenkster met haar dochter en patroonheilige, de H. Margaretha (buitenzijde van het rechterluik)
- De prediking van Magdalena (binnenzijde van het rechterluik); Philadelphia,  Johnson collectie in het Philadelphia Museum of Art. In de achtergrond de legende van de voeding van Maria Magdalena in de woestijn.

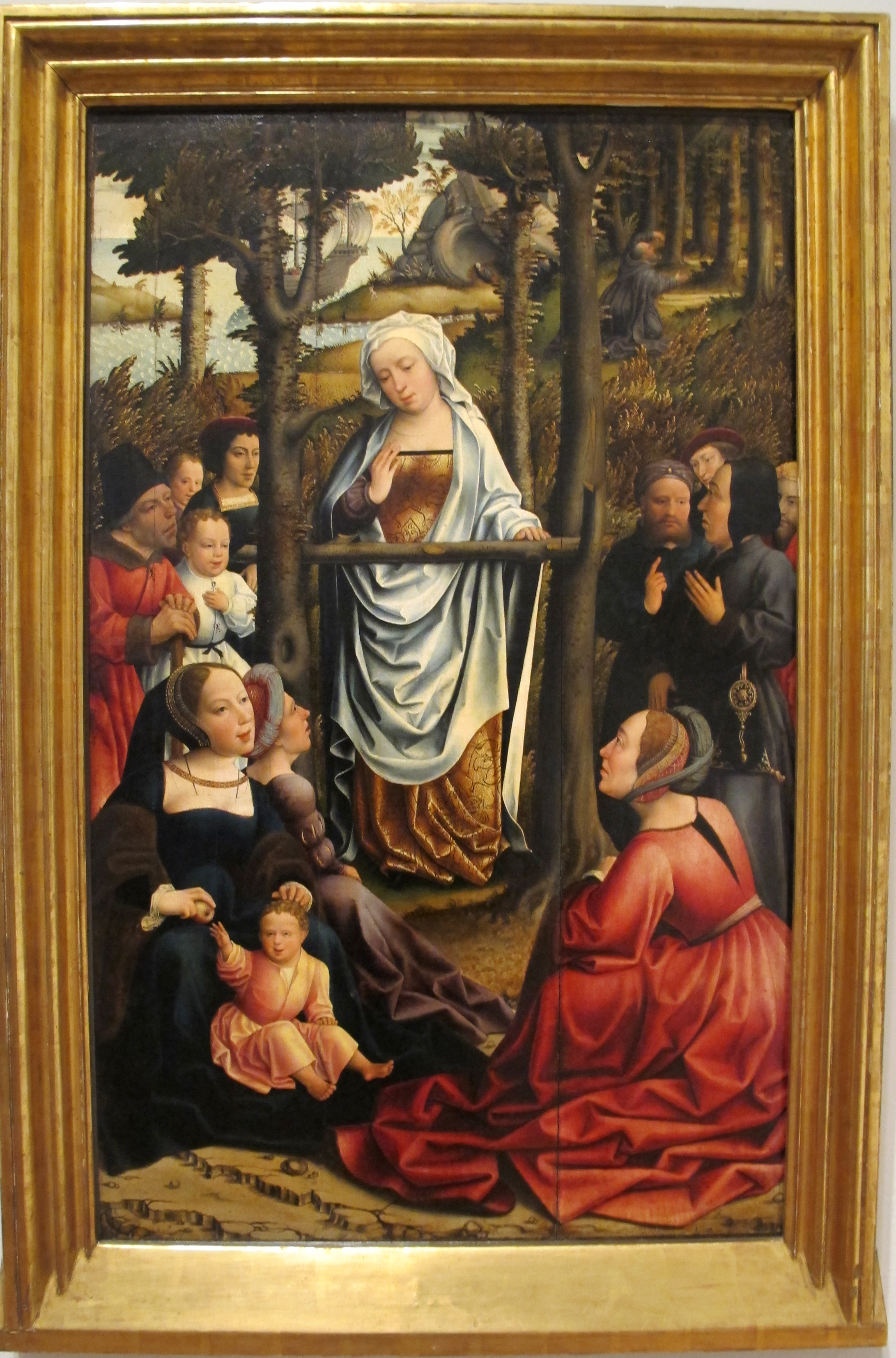
Meester van de Magdalenalegende, De prediking van Magdalena; Philadelphia, Johnson collectie in het Philadelphia Museum of Art.

### Andere werken
Er is een ganse reeks andere werken aan de meester toegeschreven waarvan men afbeeldingen kan vinden op onder meer de websites van het Koninklijk Instituut voor het Kunstpatrimonium (KIK-IRPA) (110 stuks) en van het RKD-Nederlands Instituut voor Kunstgeschiedenis (180 stuks) (zie weblinks).
Een beperkte selectie vindt men hierbij:
- Annunciatie; Granada, Capilla Real
- Devotie tot de H. Rombout, Legende H. Rumoldus, Mechelen, Sint-Romboutskathedraal
- Heilige Familie, Antwerpen, Koninklijk Museum voor Schone Kunsten
- Christus aan het kruis tussen Maria en Johannes; Rotterdam, Museum Boymans Van Beuningen
- Madonna met Kind, Gent, Museum voor Schone Kunsten
- Margareta van Oostenrijk, Gent, Museum voor Schone Kunsten
- Twee luiken: schenker met H. Thomas en schenkster met H. Margaretha; Amsterdam Rijksmuseum Amsterdam
- Tronende H. Maagd met het Kind Jezus, Antwerpen, Museum Mayer van den Bergh
- Drieluik van de H. Christoforus, Antwerpen, Museum Mayer van den Bergh
- H. Maagd met Kind met HH. Catharina en Barbara, Antwerpen, Museum Mayer van den Bergh
- Triptiek van de familie Quesnoy van der Tommen, Brussel, Koninklijke Musea voor Schone Kunsten
- Madonna met anjer; Gent, Museum voor Schone Kunsten. Dit werk zou geïnspireerd zijn door een verloren gegaan werk van Rogier van der Weyden. Het thema werd herhaaldelijk geschilderd en komt voor bij een ganse groep schilders.
- Madonna met anjer, Trélon, collectie de Mérode
- Virgo lactans; Gent, Museum voor Schone Kunsten. Ook dit werk en zijn vele versies zijn gebaseerd op een compositie van Rogier van der Weyden.
- Madonna met Kind en boek; Berlin (Dahlem) Stiftung Preussischer Kulturbesitz.
- Onze-Lieve-Vrouw en Kind met de appel; Rotterdam, Museum Boymans Van Beuningen. Het type van Onze-Lieve-Vrouw gaat terug op het werk "Lucas tekent het portret van O.-L.-Vrouw" van Rogier van der Weyden.

### Portretten

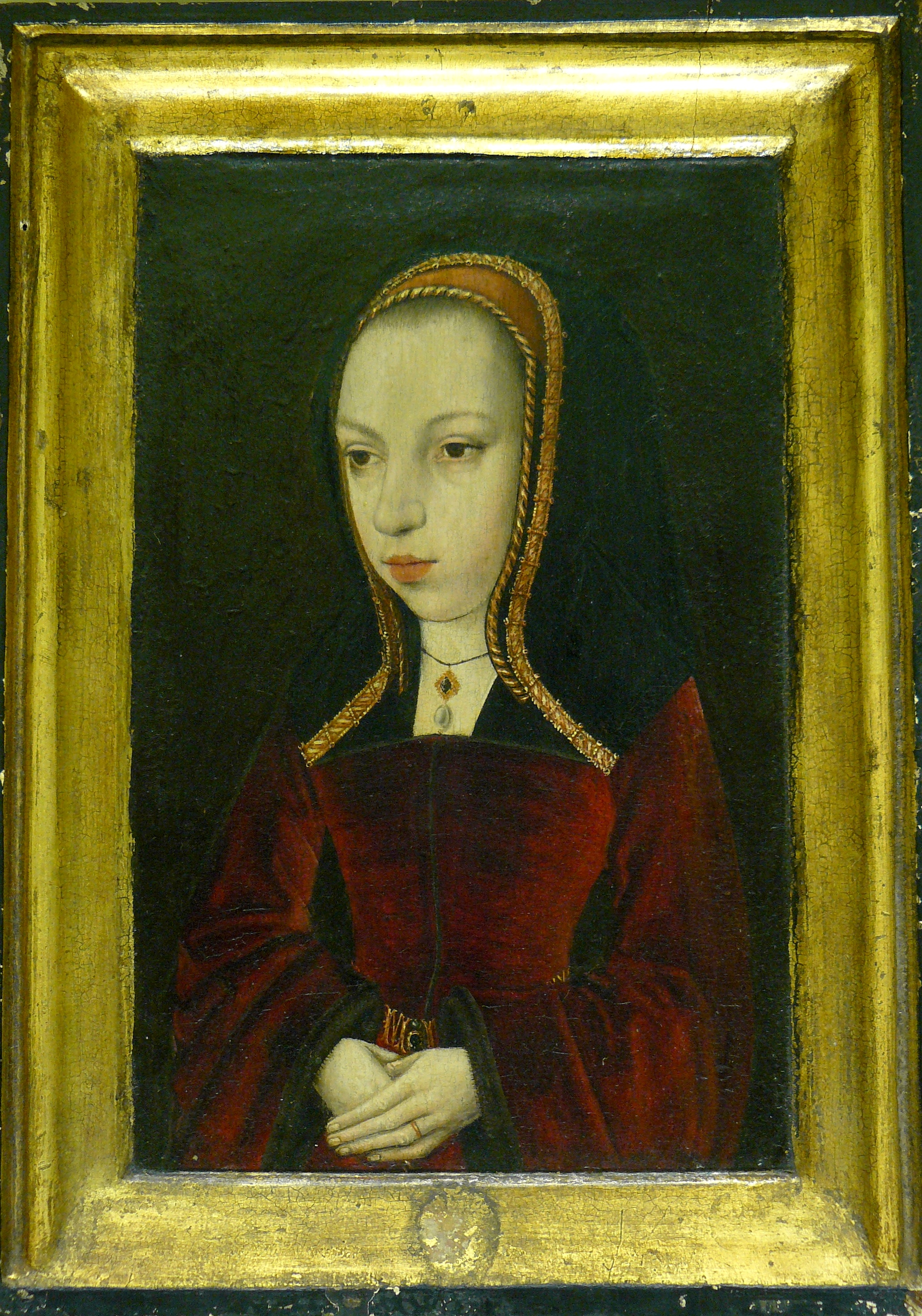
Meester van de Magdalenalegende, Margaretha van Oostenrijk; Parijs, Musée du Louvre.

Ook tientallen portretten zijn aan de meester toegeschreven waar van hier een kleine selectie.
- Jan van Luxemburg , Heer van Ville en van Hamaide; Brussel, Koninklijke Musea voor Schone Kunsten
- Portret van een ridder in wapenrusting; Berlijn, Gemäldegalerie
- Karel V (7 jaar oud); Wenen, Kunsthistorisches Museum
- Filips de Schone; Wenen, Kunsthistorisches  Museum
- Margaretha van Oostenrijk; Parijs, Musée du Louvre
- Portret van Katharina van der Stockt; Münster, Landesmuseum für Kunst und Kulturgeschichte. Dit paneel was oorspronkelijk deel van een triptiek. Op de buitenzijde staat een annunciatie afgebeeld. De kloosterzuster op de binnenzijde van het paneel was de kleindochter van Vrancke van der Stockt bij haar professie op 24 juni 1520.

## Identificatie
De kunsthistorici hebben verscheidene theses geponeerd die deze meester associëren met bekende schilders. Georges Hulin de Loo en in zijn spoor Jeanne Tombu, identificeerde de schilder met Beernaert van der Stockt, de zoon van Vrancke van der Stockt.. Friedländer had daarvoor al het idee gepubliceerd dat de meester eigenlijk de schilder Pieter van Coninxloo zou zijn, een familielid van Bernard van Orley. Geen enkele van deze toeschrijvingen is algemeen aanvaard. De meester werd ook frequent gezien als de oudere Meester van de Vorstenportretten, maar ook hierover is de discussie nog steeds gaande.

## Galerij

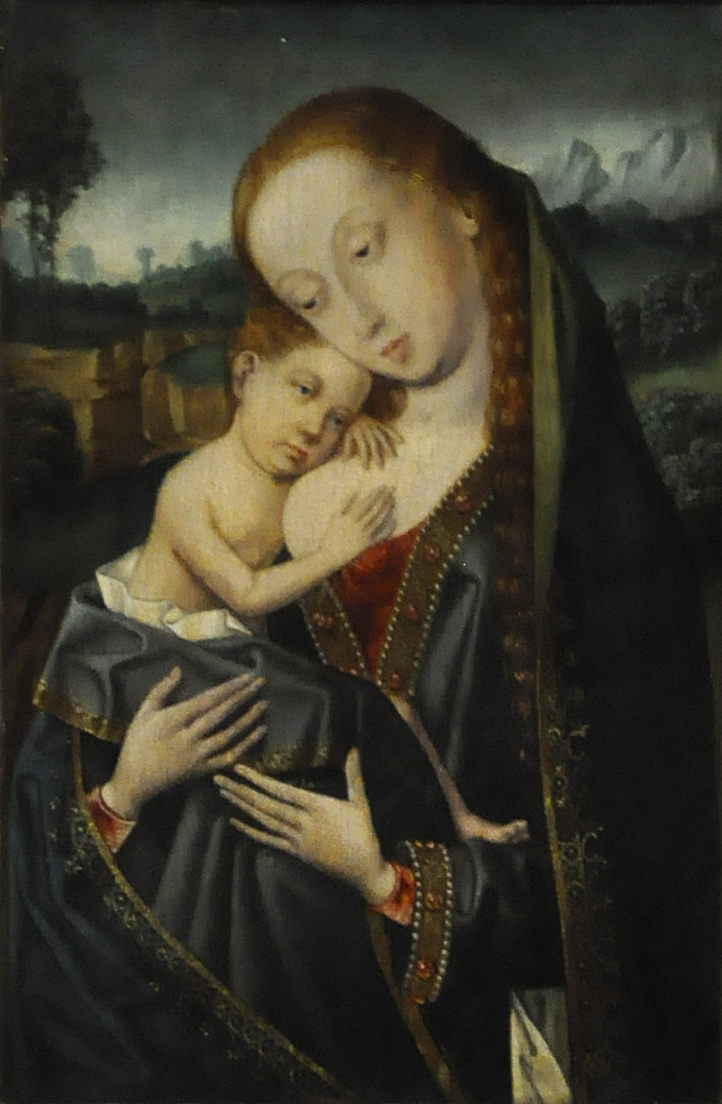
Madonna met kind in het Museum Kunstpalast te Düsseldorf
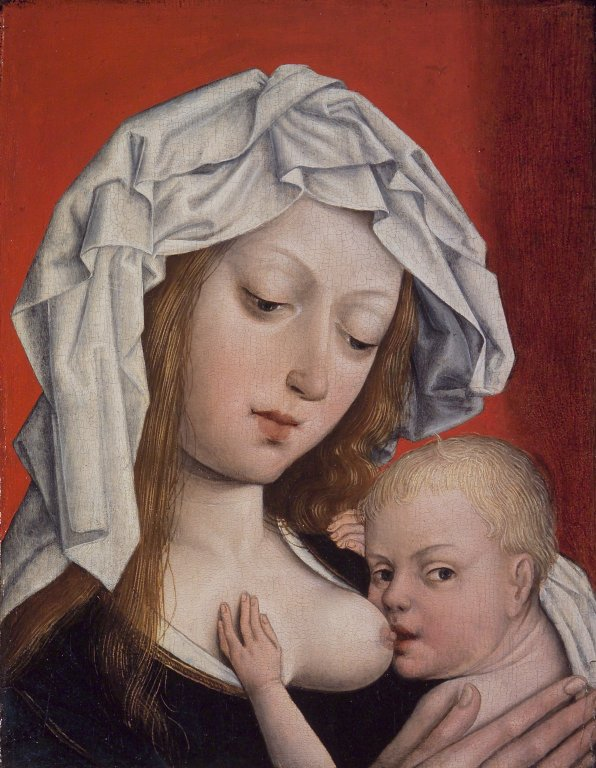
Madonna voedt het Christuskind in de National Gallery
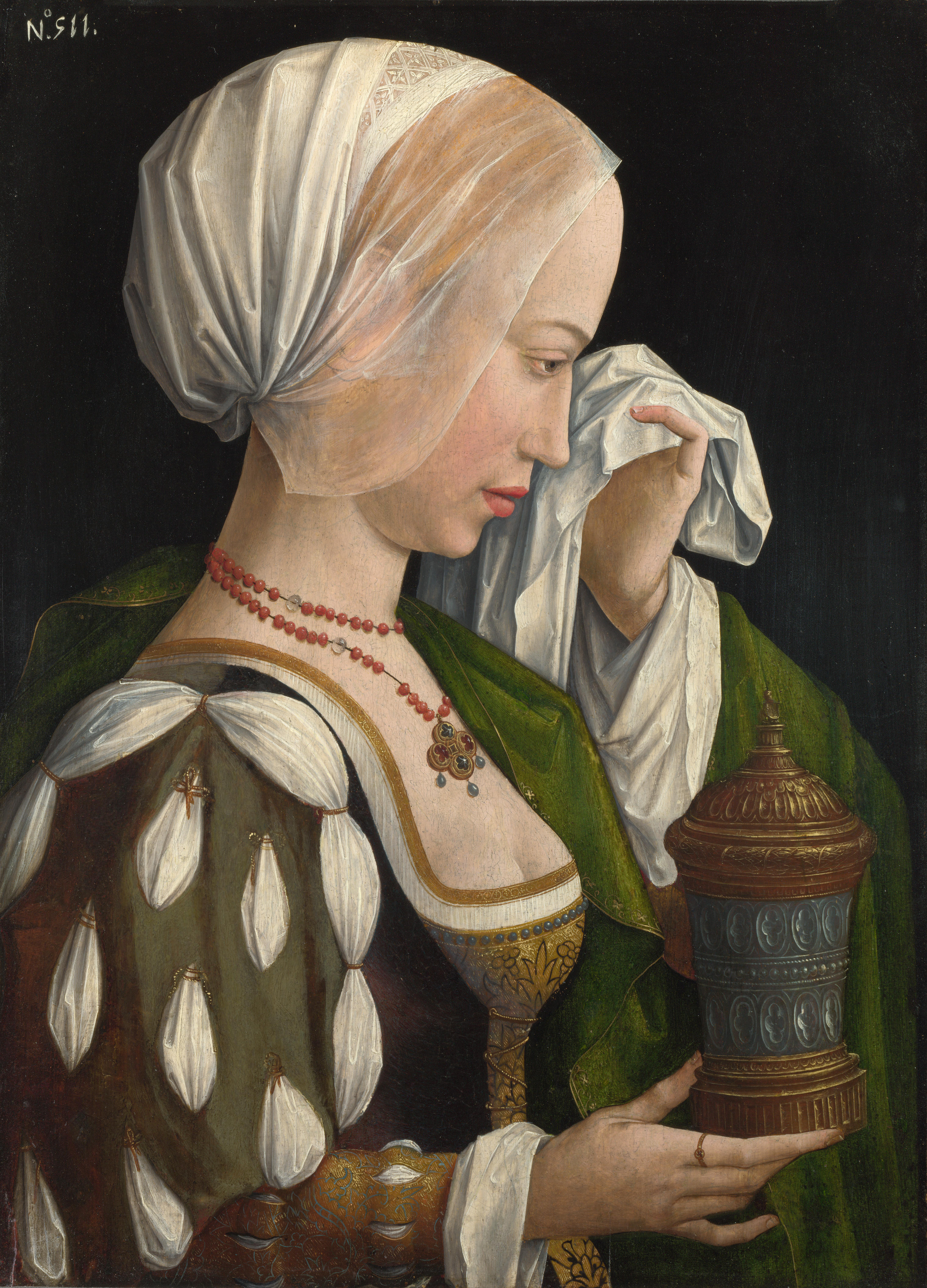
De wenende Magdalena in de National Gallery
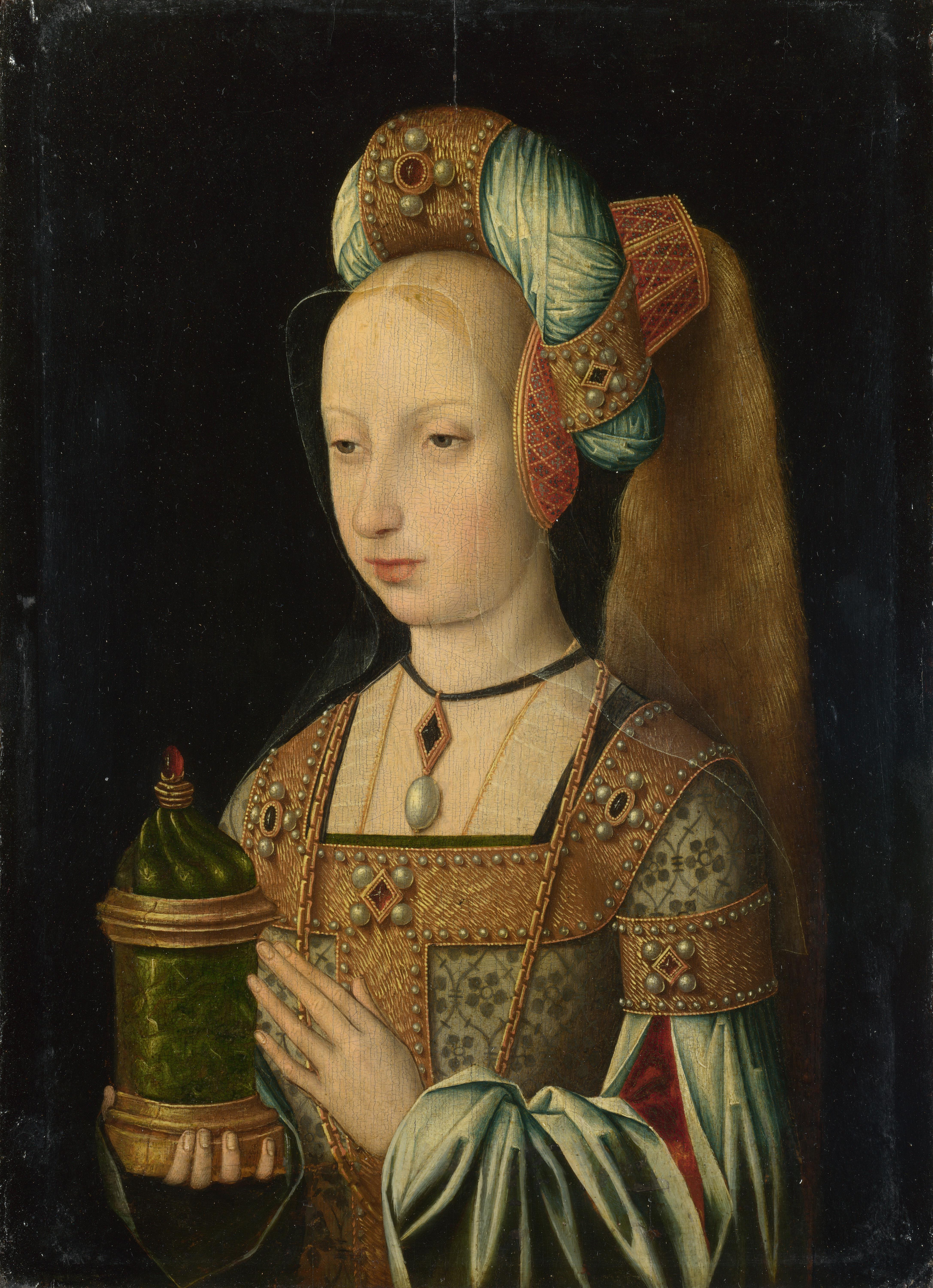
De Magdalen in de National Gallery.

## Weblinks
- (nl)  afbeeldingen van toegeschreven werken KIK-IRPA
- (nl)  Biografische gegevens op RKD-Nederlands Instituut voor Kunstgeschiedenis.[6]
- (nl)  Werken op de site van de Musea voor Schone Kunsten, Brussel

- Gemeinsame Normdatei: 123681197
- International Standard Name Identifier: 0000 0000 5603 6601
- Library of Congress Control Number: nr2001016235
- RKD-Nederlands Instituut voor Kunstgeschiedenis: 112114
- Union List of Artist Names: 500019655
- Virtual International Authority File: 95801999
- WorldCat: E39PCjMq9TJjkvCv376744fFDq